# Ван Гоги
«Ван Гоги» — российский драматический фильм режиссёра Сергея Ливнева. Главные роли исполнили Алексей Серебряков и Даниэль Ольбрыхский.
В российский прокат вышел 7 марта 2019 года. 4 премии «Ника»: лучшая мужская роль (Алексей Серебряков), лучшая женская роль второго плана (Елена Коренева), лучшая работа оператора (Юрий Клименко), лучшая музыка к фильму (Леонид Десятников и Алексей Сергунин). При этом фильм не был номинирован в категории «Лучший фильм».

## Сюжет
После долгого пребывания за границей одинокий художник Марк возвращается к своему 79-летнему отцу, известному дирижёру. Дома Марк открывает для себя много нового, получает ответы на вопросы, не дававшие ему покоя всю жизнь.

## В ролях
- Алексей Серебряков — Птицын (Марк)
- Даниэль Ольбрыхский — Его Величество (Виктор Гинзбург)
- Елена Коренева — Ирина
- Полина Агуреева — Маша
- Александр Сирин — доктор
- Наталья Негода — Таня
- Светлана Немоляева — Тома
- Ольга Остроумова — Людмила Васильевна
- Евгений Ткачук — Его Величество в молодости
- Савелий Кудряшов — Марк в детстве
- Авангард Леонтьев — Вениамин, отец Маши
- Анна Каменкова — мама Маши
- Сергей Дрейден — дед Маши
- Ёла Санько — Валентина Прокофьевна, мать Тани
- Дуду Баухнер — Рони
- Игорь Пронин — Сева
- Боаз Барель — Дрор

## Фестивали и премии
В июне 2018 года фильм участвовал в основном конкурсе кинофестиваля «Кинотавр» и был награждён специальным дипломом имени М. Таривердиева за музыкальное решение фильма. В марте 2019 года актёры и создатели фильма получили несколько наград российской кинопремии «Ника» по итогам 2018 года. Алексей Серебряков стал лауреатом премии в номинации «лучшая мужская роль», Елена Коренева награждена «Никой» «за лучшую женскую роль второго плана», композиторы Леонид Десятников и Алексей Сергунин написали «лучшую музыку к фильму», а оператор фильма Юрий Клименко получил приз «за лучшую операторскую работу».
В 2019 году "Ван Гоги" победили в категории "Лучший фильм года" премии "Золотой Единорог" (Лондон).

## Критика
Фильм получил положительные оценки критиков. Андрей Плахов отметил: «Чем дольше длился этот фильм, тем с большим удивлением я его смотрел. Никак не ожидал от Ливнева, который казался мне холодноватым, умозрительным режиссёром, такого буйного „половодья чувств“».